# کنژواتس (کنیچ)
کنژواتس (به صربی: Kneževac) یک منطقهٔ مسکونی در صربستان است که در کنیچ واقع شده‌است.